# Dérapage (film)
Pour les articles homonymes, voir Dérapage.
Pour plus de détails, voir Fiche technique et Distribution.
Dérapage, ou Rencontre Fatale au Québec (Derailed) est un film américain réalisé par Mikael Håfström, sorti en 2005.

## Résumé
Cadre dans une agence de publicité, Charles Schine est marié à Deanna, avec lequel il a une fille, Amy, qui souffre de diabète, ce qui requiert des soins onéreux. Lorsqu'il prend le train pour aller à son travail, il fait la connaissance de Lucinda Harris, qui a épousé un conseiller financier. Peu à peu, ils se fréquentent mutuellement. La passion pour leurs époux respectifs semblant être éteinte, Charles et Lucinda cèdent à la tentation et finissent leur soirée dans un hôtel. Mais un homme armé, Laroche, fait irruption dans leur chambre, les dépouille, tabasse Charles et agresse sexuellement Lucinda.
Alors que Charles veut porter plainte, Lucinda le dissuade car ne voulant pas révéler à son mari une liaison à peine consommée. Le cauchemar ne s'arrête pas là car Laroche menace la famille de Charles si celui-ci ne lui donne la somme de 20 000 $, ce qu'il accepte de faire. Mais un mois plus tard, Laroche le relance en lui réclamant 100 000 $, soit la somme économisée pour le traitement d'Amy. Charles demande alors l'aide de Winston, un ancien détenu travaillant dans l'agence comme dépanneur avec lequel il s'est lié d'amitié, moyennant 10 000 $, qu'il subtilise à son entreprise. Mais Laroche tue Winston, ne laissant pas d'autre option à Charles que de verser l'argent au malfrat.
Toutefois, Charles va découvrir qu'il s'agit d'un coup monté : Lucinda (elle se nomme en réalité Jane) lui a menti à propos de sa vie. Elle est en fait la maîtresse de Laroche et ils sont en train de reproduire la même arnaque sur une autre victime. Charles les suit jusqu'à l'hôtel et intervient pour les stopper. Une fusillade s'ensuit au cours de laquelle Jane est abattue, ainsi que le complice de Laroche, également visé. Après avoir effacé toute trace de sa présence sur les lieux, Charles, qui occupait la chambre voisine, est interrogé par la police, comme témoin. Il quitte les lieux après avoir récupéré sa mallette, cachée dans un coffre-fort aménagé dans la réception. En revanche, il sera condamné à six mois de travaux d'intérêts généraux pour avoir volé les 10 000 $, en tant qu'enseignant en prison. Un jour, il reçoit sur le récit manuscrit de l'histoire qu'il vient de subir, écrit par un prisonnier qui lui ordonne de se rendre à la blanchisserie. Là, Charles découvre que Laroche est encore vivant, mais qu'il est dorénavant détenu, et qu'il le menace à nouveau. Charles, révélant avoir planifié cette rencontre, poignarde Laroche à mort avec le couteau que lui avait donné Winston.
Au moment où Charles quitte la prison, l'inspecteur de police Church, ami de Wilson et chargé d'enquêter sur son meurtre, lui dit qu'il sait que c'est Laroche qu'il a abattu. Alors qu'il pense que Charles a prémédité son acte, Church décide de le couvrir, le laissant retourner chez lui auprès de Deanna et Amy.

## Fiche technique
- Titre original : Derailed
- Titres français : Dérapage
- Titre québécois : Rencontre Fatale
- Réalisation : Mikael Håfström
- Scénario : Stuart Beattie, d'après le roman de James Siegel
- Production : Lorenzo di Bonaventura, Mark Cooper, Jonathan Gordon, Jeremy Steckler, Bob Weinstein et Harvey Weinstein
- Société de production : Alliance Atlantis Vivafilm, The Weinstein Company et Miramax Films
- Budget : 22 millions de dollars
- Musique : Ed Shearmur
- Photographie : Peter Biziou
- Montage : Peter Boyle
- Décors : Andrew Laws
- Costumes : Natalie Ward
- Pays d'origine : États-Unis
- Format : Couleurs - 2,35:1 - DTS / Dolby Digital / SDDS - 35 mm
- Genre : Thriller
- Durée : 108 minutes
- Dates de sortie : 11 novembre 2005 (États-Unis), 8 mars 2006 (Belgique, France)
- Film interdit aux moins de 12 ans lors de sa sortie en France

## Distribution
- Clive Owen (VF : Bernard Gabay ; VQ : Daniel Picard) : Charles Schine
- Jennifer Aniston (VF : Dorothée Jemma ; VQ : Isabelle Leyrolles) : Lucinda Harris / Jane
- Vincent Cassel (VF : lui-même ; VQ : Stéphane Rivard) : Laroche
- Melissa George (VF : Marjorie Frantz ; VQ : Geneviève Désilets) : Deanna Schine
- Giancarlo Esposito (VF : Jean-Yves Chatelais ; VQ : Pierre Therrien) : l'inspecteur Franklin Church
- RZA (VF : Daniel Lobé ; VQ : Benoit Éthier) : Winston Boyko
- Xzibit (VF : Asto Montcho ; VQ : Patrice Dubois) : Dexter
- Addison Timlin (VF : Florine Orphelin ; VQ : Sarah-Jeanne Labrosse) : Amy Schine
- Tom Conti (VF : Michel Paulin) : Eliot Firth
- Rachael Blake : Susan Davis
- Denis O'Hare (VF : Roland Timsit) : Jerry, l'avocat
- Georgina Chapman (VF : Armelle Gallaud) : Candy
- David Morrissey (VF : Jean-Jacques Nervest) : Sam Griffin
- Richard Leaf (VF : Jean-Marc Charrier) : Ray, l'employé de nuit de l'hôtel
- Bill Armstrong : Barry, le comptable
- Danny McCarthy (en) (VF : Jean-Marc Charrier) : Hank, l'agent de correctionnel
- Catherine McCord : la réceptionniste à Avery Price
- Ortis Deley (en) : l'officier au Lake Hotel
- David Oyelowo (VF : Bruno Dubernat) : l'officier en patrouille
- Sam Douglas : l'inspecteur à la criminelle
- Dozer : Bernie le chien
- Chiké Okonkwo (en) : l'ambulancier
- James Crisman, Marcus Holton, Leo McCoy et Roberto Rangel : les gardiens de prison

 Source et légende : version française (VF) sur RS Doublage et selon le carton du doublage français sur le DVD zone 2.
 Source et légende : version québécoise (VQ) sur Doublage.qc.ca

## Autour du film
- Le tournage a débuté en septembre 2004 et s'est déroulé à Chicago, Joliet et Londres.
- Metra, la société chargée de la gestion du système ferroviaire de Chicago, a été payée 30 000 dollars pour l'utilisation de quelques trains et stations pour les besoins du film. Ce dernier est sorti sur les écrans deux mois après le déraillement d'un train de banlieue de la société Metra survenu le 17 septembre 2005 qui coûta la vie à deux personnes et en blessa quatre-vingt autres. Bien qu'aucun train ne déraille dans le film, Metra tenta en vain de faire changer le titre[réf. nécessaire].

## Bande originale
- Get Cha Bars Up, interprété par Strong Army Steady
- Wish I Had a Life, interprété par JD & The Straight Shot
- Something Wrong, interprété par JD & The Straight Shot
- Back Again, interprété par JD & The Straight Shot
- Gonna Kill That Dog, interprété par JD & The Straight Shot
- The Switch, interprété par Planet Funk
- Really Want None, interprété par Free Murder
- Be the Girl, interprété par Aslyn
- Luna do Paris
- Johnny, interprété par Rular Rah